# El Cap de Porc
El Cap de Porc és una muntanya de 284 metres entre els municipis de Celrà i Juià, a la comarca del Gironès.